# خانه محمدحسن محمدعلی
خانه محمد حسن محمد علی مربوط به دوره صفوی است و در میبد، محله میبد بالا واقع شده و این اثر در تاریخ ۲۸ اسفند ۱۳۸۵ با شمارهٔ ثبت ۱۸۶۶۴ به‌عنوان یکی از آثار ملی ایران به ثبت رسیده است.